# شين شيبينغ
شين شيبينغ (بالصينية: 沈世朋) أو ريتشارد شين (بالإنجليزية: Richard Shen)‏ (من مواليد 10 يونيو 1973)، ولد في مدينة تايبيه الجديدة، تايوان، هو ممثل تايواني ومقدم برامج تلفزيونية.

## زواج
في عام 2011، تزوج من لي شين (بالصينية: 李新)، فنانة من تشينغداو، شاندونغ، الصين، التي تأتي إلى تايوان لتطوير حياتها المهنية، وتستقر في لينكو (بالصينية: 林口). نائب الرئيس السابق ورئيس الكومينتانغ السابق وو دونيي (بالصينية: 吳敦義) هو قريبه البعيد.

## أعمال
- 2009: منزل الأم (娘家) الصادر عن تلفزيون فورموسا - يلعب دورا هوانغ داوي (黃大偉)
- 2011: الأب والابن (父與子) الصادر عن تلفزيون فورموسا - يلعب دورا لي تشونغمينغ (李仲明)
- 2014: حب عالمي (世間情) الصادر عن SET تايوان (三立台灣台) - يلعب دورا سون جیانتینغ (孫建廷)
- 2016: حياة حلوة (甘味人生) الصادر عن SET تايوان (三立台灣台) - يلعب دورا تشيو ياووين (邱耀文)
- 2020: صوت المفرقعات النارية ضجيجا (炮仔聲) الصادر عن SET تايوان (三立台灣台) - يلعب دورا فان تشوتشينغ (范竹升) أو روبرت (Robert)
- 2022: لم شمل عائلة (一家團圓) الصادر عن SET تايوان (三立台灣台) - يلعب دورا تشو تشانغتشينغ (許章乘) أو النيابة العامة (檢查總長)
- 2023: طريق السماء (天道) الصادر عن SET تايوان (三立台灣台) - يلعب دورا وو شينتاي (武信泰)

## روابط خارجية
- 沈世朋的交流天空  على فيسبوك.
- شين شيبينغ على إنستغرام